# Mark Macken

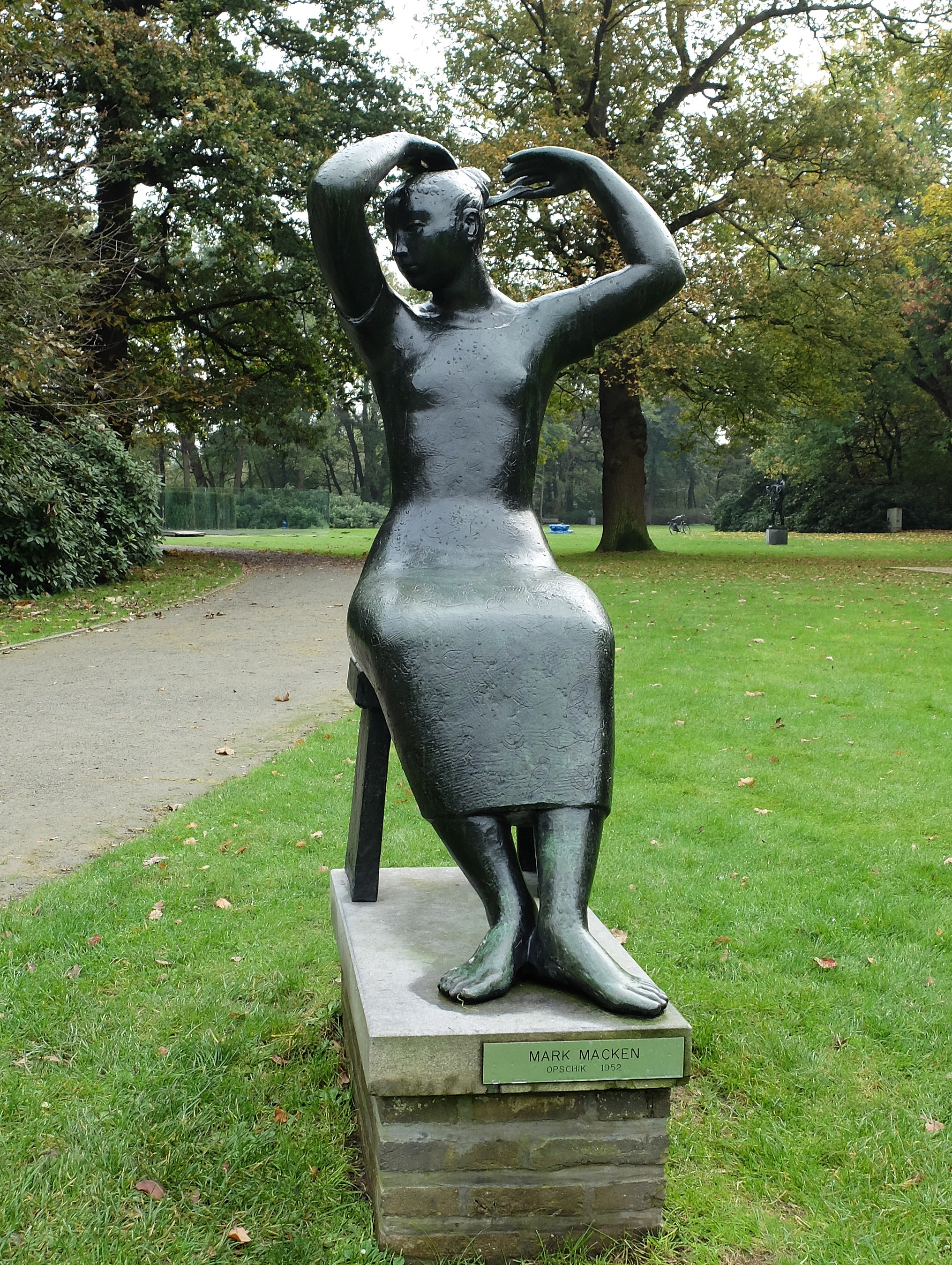
Mark Macken: Opschik, 1952, in het Openluchtmuseum voor beeldhouwkunst Middelheim

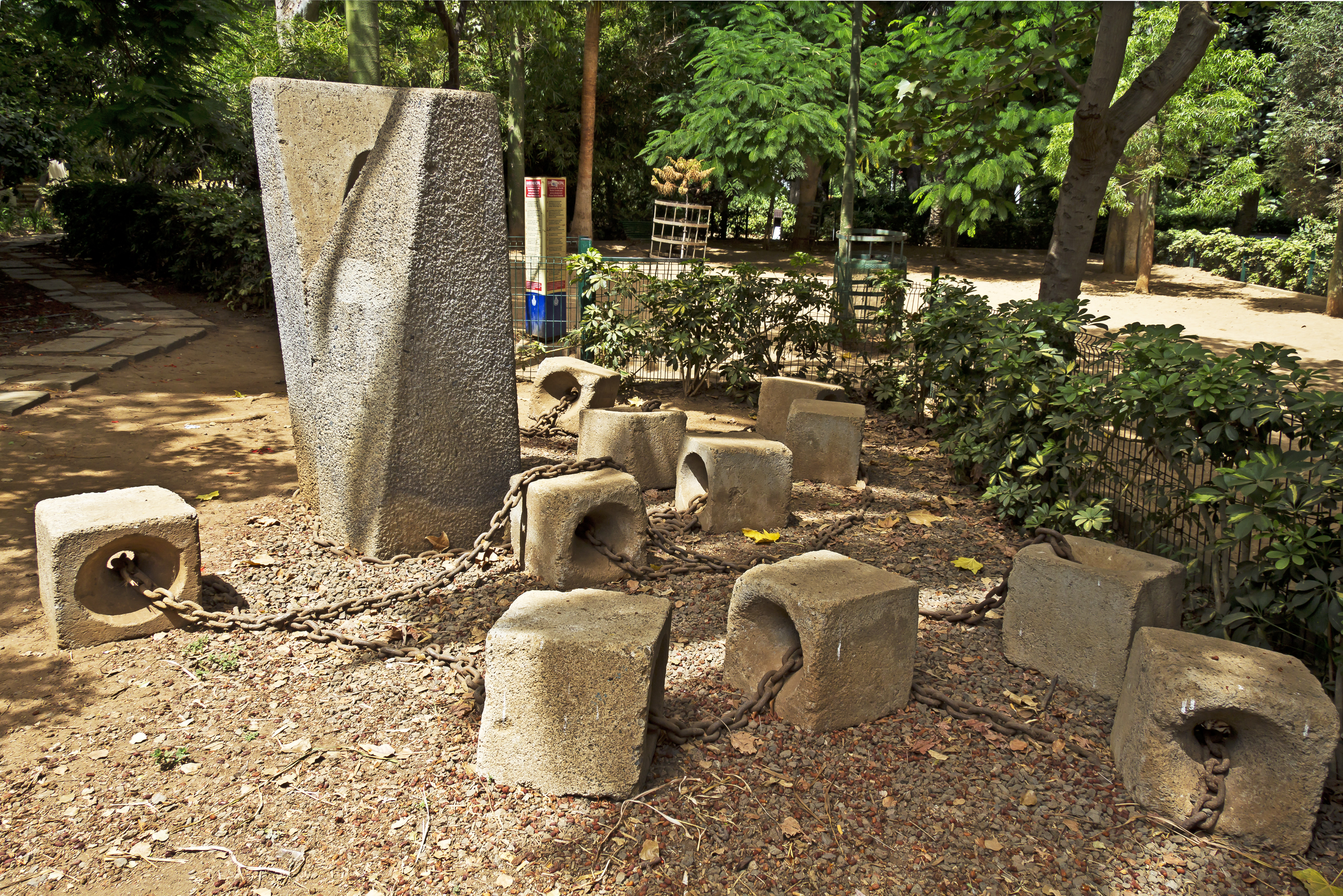
Solidaridad door Mark Macken

Mark (Marcel) Macken (Diest, 19 september 1913 – Antwerpen, 21 oktober 1977) was een Vlaams-Belgisch beeldhouwer.

## Leven
Mark Macken debuteerde in het meubelbedrijf van zijn vader en kreeg een opleiding aan de academie van Leuven en aan de Koninklijke Academie voor Schone Kunsten van Antwerpen. In 1934 slaagde hij in een toelatingsproef aan het Nationaal Hoger Instituut voor Schone Kunsten in Antwerpen. In 1937 behaalde hij het diploma van tekenleraar. Hij was een generatiegenoot van Jan Cox, Jack Godderis, René De Coninck, Leo Van Paemel en Mark Mendelson.
Mark Macken werd op 28 mei 1941 door het schepencollege van Dendermonde benoemd tot leraar sierkunsten aan de Koninklijke Academie voor Schone Kunsten. Hij was toen ook als tekenleraar verbonden aan de Rijksmiddelbare Jongensschool van Dendermonde.
Op 19 mei 1943 werd Macken aangehouden door de Duitse overheid. Tussen 1943 en 1945 is hij als politieke gevangene gedeporteerd naar Duitsland. Hij had er de leiding van een tekenbureel waar V1- en V2-raketten op ware schaal werden getekend. Hij verwerkte er fouten in, als sabotage.
Op 5 december 1946 werd Macken benoemd tot leraar aan de Academie voor Schone Kunsten in Antwerpen. Hij was er directeur van 1962 tot aan zijn dood. In de Academie voor Schone Kunsten in Antwerpen werd een van de grote zalen het voormalige museum van de Koninklijke Academie voor Schone Kunsten naar Mark Macken vernoemd. Het museumgebouw werd gebouwd in 1839-43 naar ontwerp van P. Bourla. De zaal ging later dienst doen als restaurant annex eetruimte voor de studenten van de Koninklijke Academie.

## Werk
- Van figuratief beeldhouwer is Macken naar sterk gestileerde vormen geëvolueerd.
- De grafmonumenten van kunstschilder Isidoor Opsomer, schrijver Roger van de Velde en Carlo Buysaert op de Antwerpse begraafplaats Schoonselhof zijn door hem gemaakt.
- Macken maakte ook het metalen beeld De Veerman (1955), dat op de dijk staat in Sint-Amands aan de Schelde en het monument van priester-dichter Jozef De Voght in Retie.
- Een aantal beelden van hem staan in het beeldenpark Openluchtmuseum voor beeldhouwkunst Middelheim in Antwerpen.

## Prijzen
- 1933: Grote Prijs van de Koninklijke Academie, Antwerpen
- 1936: Prijs Van Lerius
- 1937: Prijs De Keyzer
- 1938: Grote Prijs van Rome, beeldhouwkunst

## Grafmonument
Het grafmonument voor Mark Macken, een ontwerp van zijn leerling Marcel Mazy, bevindt zich op de begraafplaats Schoonselhof in Antwerpen. Een beeld van Mark Macken siert het graf.